# خوان ایگناسیو آکوستا
خوان ایگناسیو آکوستا (انگلیسی: Juan Ignacio Acosta؛ زادهٔ ۸ مارس ۱۹۸۵) بازیکن سابق فوتبال اهل پاراگوئه است که در پست هافبک تهاجمی بازی می‌کرد. 
در فصل ۲۰۰۵–۲۰۰۶، او به همراه پلاتنسه لیگ برتر دیویزیون بی را به دست آورد و به پریمرا ناسیونال صعود کرد. در ۲۰۰۷–۲۰۰۸، او به همراه سن مارتین د توکومان قهرمان پریمرا بی ناسیونال شد و به لیگ برتر فوتبال آرژانتین صعود کرد. 